# Tramvajová trať Vozovna Motol – Sídliště Řepy
Tramvajová trať Vozovna Motol – Sídliště Řepy je trať sloužící především k dopravní obsluze řepského sídliště. Byla dobudována v roce 1988.

## Historie

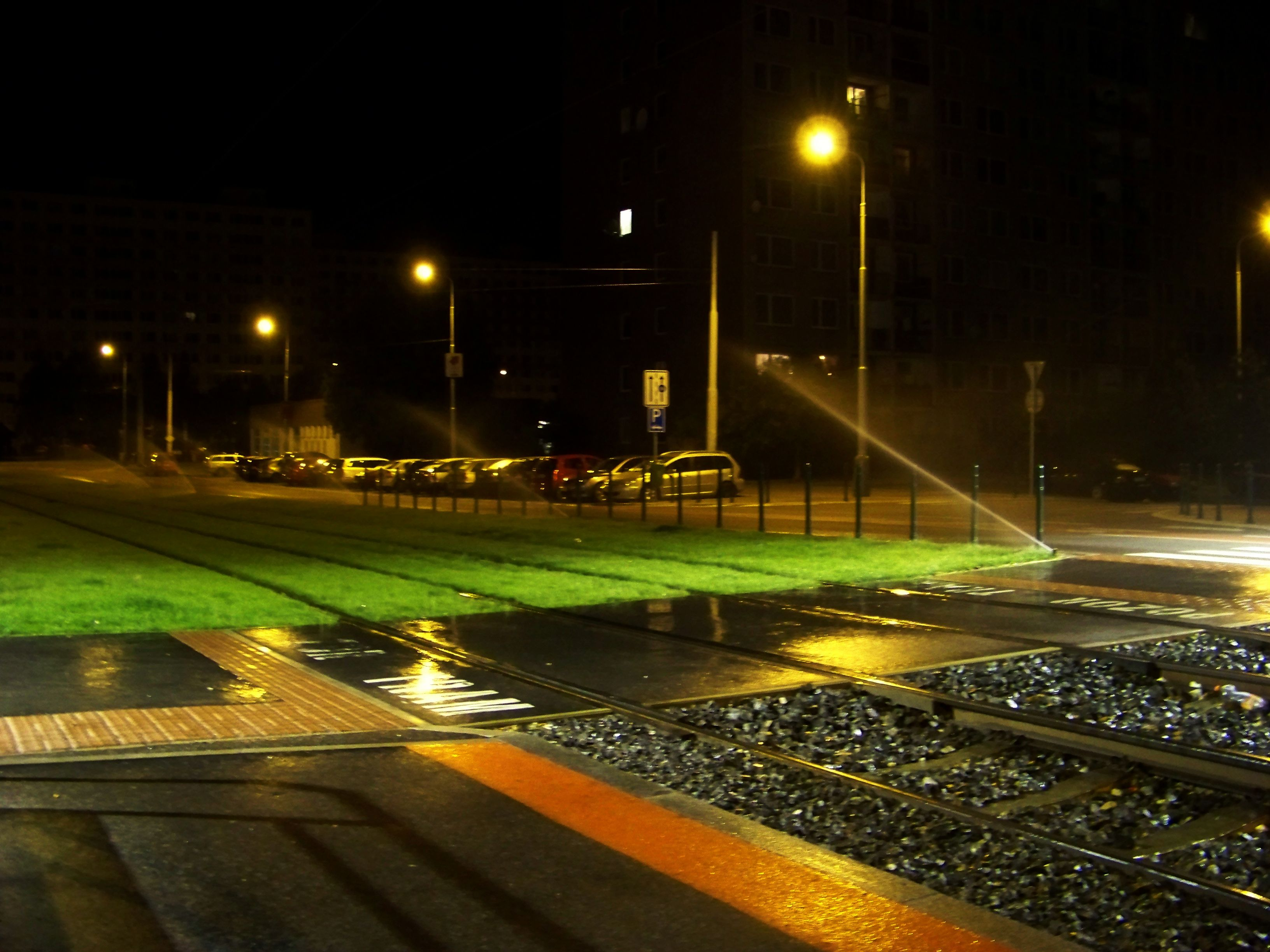
Trať v Řepích při nočním zavlažování

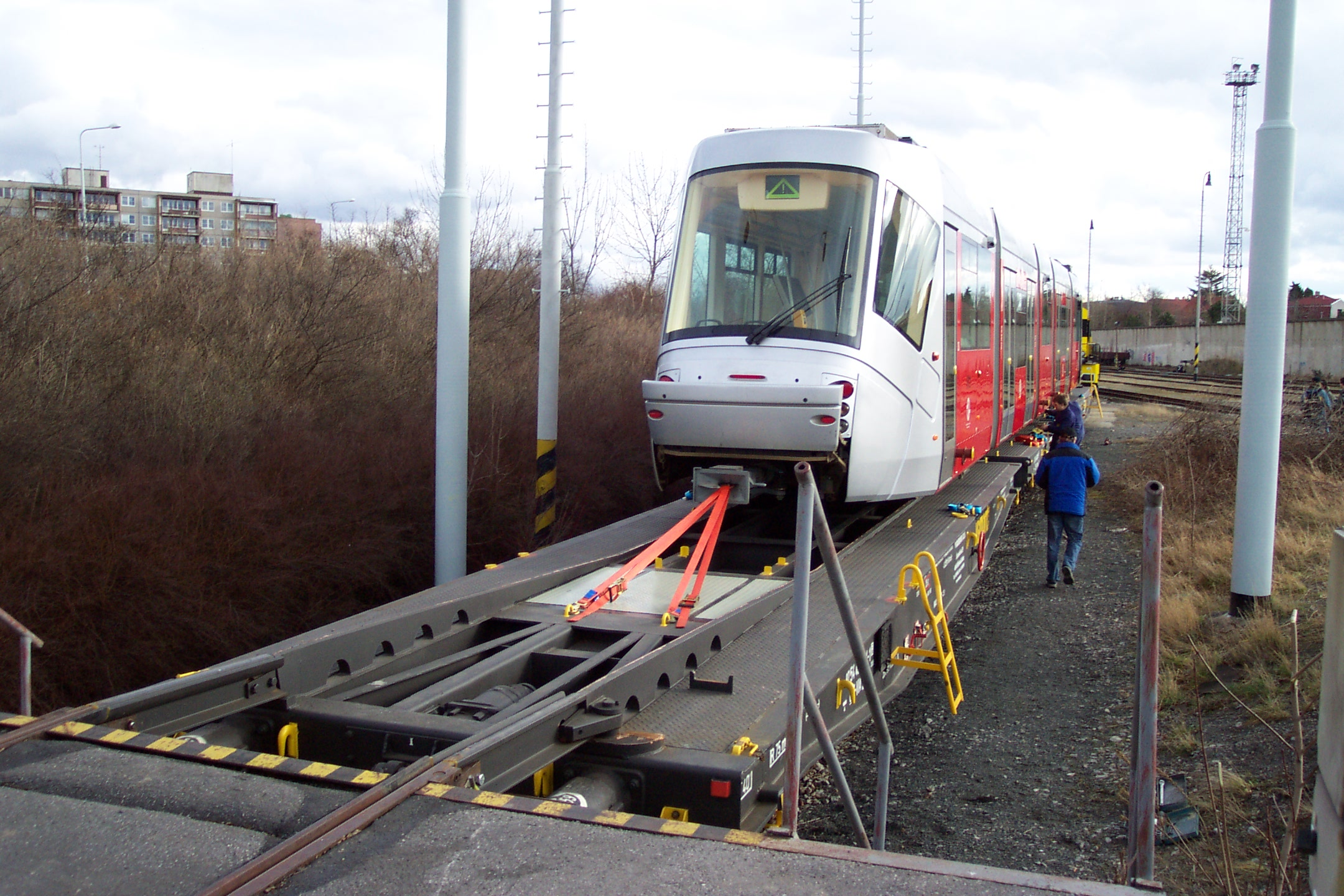
Vůz Škoda 14T během příprav na přetáhnutí z železničního vagonu na předávací kolej a dále do pražské tramvajové sítě

Jednou z prvních poválečných změn v pražské dopravě bylo asi 500metrové prodloužení trati z Vozovny Motol na západ. Nová konečná se nacházela u křižovatky ulic Plzeňské a Kukulovy a dostala jméno Motol. K další výstavbě došlo až v roce 1988. Myšlenka prodloužení tramvajové tratě z konečné na Motole je ovšem podstatně starší. Lze ji částečně nalézt už v plánu investic Dopravního podniku na léta 1949–1953, ale zde se jedná pouze o prodloužení k tehdy budovanému motolskému krematoriu. Další podobný plán vznikl v roce 1964, ale nakonec také nebyl realizován. Vážněji se začalo uvažovat o vybudování trati, tentokrát až do Řep, v roce 1974, v souvislosti s vybudováním řepského sídliště. V témže roce byl ukončen provoz na úseku Vozovna Motol – Motol z důvodu nedostatku obousměrných vozů (na Motole byla konečná úvraťového typu. Tento koncový úsek byl odpojen od sítě, v letech 1977–1979 byl opětovně využit při provozu provizorní trati Motol – Vypich, až byl nakonec v roce 1982 definitivně snesen.
Stavba prodloužené trati se ale stále oddalovala kvůli budování mimoúrovňové křižovatky Plzeňská–Kukulova a tramvajové těleso začalo sloužit jako provizorní silnice. Začalo se de facto až v dubnu 1988. Výstavbu navíc provázela smůla: 14. června 1988 způsobila průtrž mračen škodu asi půl milionu Kčs. 
Přesto však 21. října 1988 proběhla první jízda po trati a o tři dny později, 24. října, proběhla kolaudace. Dne 26. října 1988 byla trať slavnostně otevřena za účasti úředníků, přestože ještě chybělo dokončit některé zastávky atd.
Trať byla postavena s žlábkovými kolejnicemi a velkoplošnými panely BKV. Spěch při pokládání panelů a nekvalitně zhutněné podloží měly za následek to, že už v roce 1993 se na křižovatce Makovského–Bazovského propadl kolejový oblouk a trať byla na 25 dní uzavřena. Od té doby byla prakticky každé letní prázdniny trať uzavírána kvůli údržbě.
I přes údržbové práce byla trať počátkem roku 2010 v naprosto žalostném stavu, pročež sem byl zakázán vjezd novým Škodám 14T. Proto bylo nutné trať rekonstruovat, což bylo provedeno už v létě zmíněného roku.
Celá tramvajová trať je po rekonstrukci z roku 2010 zřízena metodou klasické vlakové konstrukce na příčných pražcích s otevřeným svrškem. Mezi křižovatkou s Bazovského ulicí a smyčkou Sídliště Řepy (tedy u zastávky Blatiny) je kolejiště zatravněno, přechody pro chodce a přejezdy pro automobily jsou vyasfaltovány.